# Skala hypolidyjska
Skala hypolidyjska – siedmiostopniowa starogrecka skala muzyczna, odmiana skali lidyjskiej.
Jest skalą pochodną, która złożona jest z dźwięków skali lidyjskiej. Przedrostek hypo- w nazwie znaczy pod. Skala rozpoczyna się o kwintę w dół niż podstawowa skala diatoniczna, czyli od dźwięku f. Dzieli się na 2 tetrachordy. Zbudowana jest w kierunku opadającym.